# Ranunculus kurdicus
Ranunculus kurdicus är en ranunkelväxtart som beskrevs av Werner Rodolfo Greuter och Burdet. Ranunculus kurdicus ingår i släktet ranunkler, och familjen ranunkelväxter. Inga underarter finns listade i Catalogue of Life.